# Sweet Alyssum
Sweet Alyssum er en amerikansk stumfilm fra 1915 af Colin Campbell.

## Medvirkende
- Tyrone Power Sr. som Roanoke Brooks.
- Kathlyn Williams som Daisy Brooks
- Edith Johnson som Sweet Alyssum
- Wheeler Oakman som Wynne Garlan
- Frank Clark som Robert Garlan